# Gerhard Jentzsch
Gerhard Jentzsch (* 6. Juli 1946 in Taucha) ist ein deutscher Geophysiker.

## Leben
Gerhard Jentzsch wuchs in Offenbach am Main auf. Er studierte Physik und Geophysik an der TU Clausthal und wurde 1976 in Geophysik promoviert. Im Anschluss war er Assistent und Hochschulassistent an der FU Berlin und habilitierte sich dort 1985. Zwei Jahre später wurde er Professor für Angewandte Geophysik an der Universität Bonn, 1990 C3-Professor für Allgemeine Geophysik an der TU Clausthal. Von 1996 bis 2011 war er Inhaber des C4-Lehrstuhls für Angewandte Geophysik an der Universität Jena. Unter seiner Leitung wurde das dem Institut angeschlossene Geodynamische Observatorium Moxa von einer seismischen Station zu einem modernen, international vielbeachteten Breitbandobservatorium ausgebaut. Von 2003 bis 2005 war er Vorsitzender der Deutschen Geophysikalischen Gesellschaft. Zudem war er bis 2011 Präsident der Kommission für Erdgezeiten der International Association of Geodesy. Im Jahr 2021 erhielt er deren höchste Auszeichnung, die Paul Melchior Medaille, zusammen mit David Crossley und Walter Zürn.
Seine Forschungsthemen sind u. a. die sowohl experimentelle als auch numerisch-theoretische Erfassung und Interpretation von Deformationen des Erdkörpers. Zu seinen Schwerpunkten gehören auch die Untersuchung der Standortsicherheit von Kernkraftwerken und Nuklearanlagen sowie die Erdbebenforschung in Kasachstan und im Gebiet von Thüringen und West-Böhmen. Hinzu kommen vulkanologische Arbeiten an den Vulkanen Mayon, Merapi und Galeras. Weitere Forschungsprojekte führten ihn auch in die Arktis (Grönland und Schiffsexpedition) und Antarktis.